# (13120) 1993 VU7
(13120) 1993 VU7 là một tiểu hành tinh vành đai chính. Nó được phát hiện bởi Robert H. McNaught ở Đài thiên văn Siding Spring ở Coonabarabran, New South Wales, Australia, ngày 4 tháng 11 năm 1993.